# Patyczka lepka

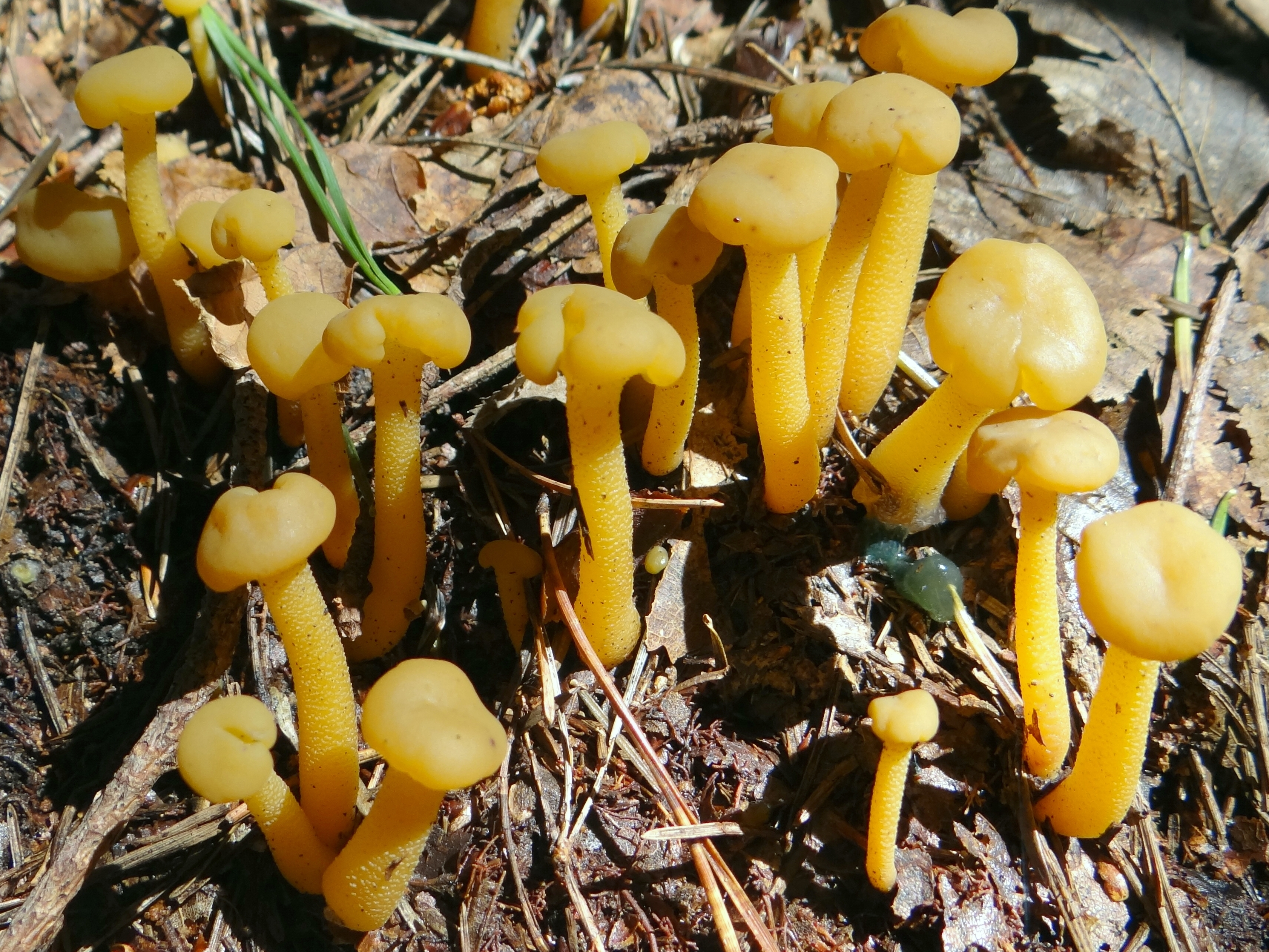

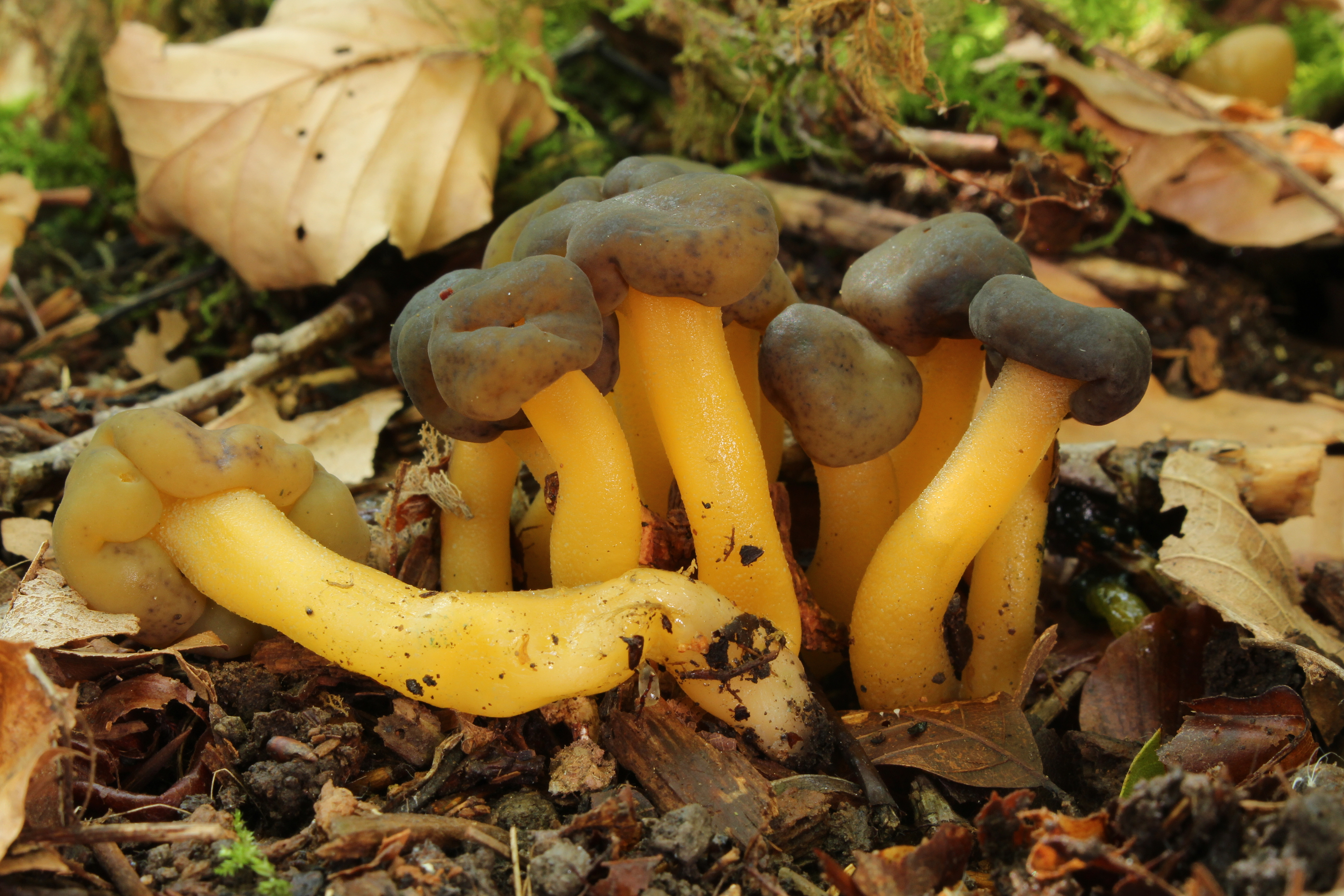

Patyczka lepka (Leotia lubrica (Scop.) Pers.) – gatunek grzybów z rodziny patyczkowatych (Leotiacae).

## Systematyka i nazewnictwo
Pozycja w klasyfikacji według Index Fungorum: Leotia, Leotiaceae, Leotiales, Leotiomycetidae, Leotiomycetes, Pezizomycotina, Ascomycota, Fungi.
Po raz pierwszy takson ten zdiagnozował w roku 1772 Joannes Antonius Scopoli nadając mu nazwę Helvella lubrica. Obecną, uznaną przez Index Fungorum nazwę nadał mu w roku 1797 Christian Hendrik Persoon, przenosząc go do rodzaju Leotia. 
Niektóre synonimy naukowe:

- Helvella lubrica Scop. 1772
- Leotia aurantipes (S. Imai) F.L. Tai 1944
- Leotia gelatinosa Hill 1771
- Leotia viscosa Fr. 1822

Nazwa polska według M.A. Chmiel.

## Morfologia
Owocnik
Wysokość 2–7 cm, zbudowany jest z  główki i trzonu. Główka ma średnicę 1–2 cm, za młodu jest kulista, później wypukła i nieregularnie płatowata, w końcu mózgowato wypiętrzona. Brzegi podwinięte. Powierzchnia śliska, barwy żółtej, żółtooliwkowej do żółtozielonej. Trzon  o wysokości 2–7 cm i grubości 2–5 mm, walcowaty lub spłaszczony, w górnej części zwykle rozszerzony, w środku pusty. Powierzchnia śliska, o barwie początkowo cytrynowej lub złotożółtej, później ochrowej, cynamonowobrązowej. Miąższ galaretowaty, wodnisty, brązowawy i bez smaku i zapachu.
Cechy mikroskopowe
Warstwa zarodnionośna znajduje się na zewnętrznej stronie główki. Zarodniki o rozmiarach 16–25 × 4–6 μm, wąsko elipsoidalne do jajowatych, często zakrzywione, gładkie. Dojrzałe posiadają 3–7 przegród. Worki 8-zarodnikowe. Wstawki (parafizy) nitkowate, często rozwidlające się, o grubości 1–2 μm, w niektórych miejscach nabrzmiałe.

## Występowanie i siedlisko
Występuje na wszystkich kontynentach z wyjątkiem Antarktydy. W Polsce jest dość pospolity.
Rośnie przeważnie w wilgotnych lasach liściastych, iglastych i mieszanych wśród mchów i traw, nieraz grupkami.

## Gatunki podobne
Tzw. patyczka czarnozielona (Leotia atrovirens). Ma taki sam kształt i rozmiary, różni się barwą (jest ciemnozielona do prawie czarnej) oraz siedliskiem – występuje tylko w lasach liściastych. Podobne są też hełmiki: hełmik okrągławy (Cudonia circinans) i Cudonia confusa, które rosną na drzewach iglastych i są mniejsze (osiągają wysokość do 3 cm).

## Zastosowanie
Jadalny, lecz niezbyt smaczny.